# Thomas Stuer-Lauridsen
Thomas Stuer-Lauridsen (29 de abril de 1971) é um ex-jogador de badminton da Dinamarca.
Conquistou a medalha de bronze nos Jogos Olímpicos de Verão de 1992 em Barcelona.